# Sparkassen Cup 1994
Lo Sparkassen Cup 1994 è stato un torneo femminile di tennis giocato sul sintetico indoor. È stata la 5ª edizione del torneo, che fa parte della categoria Tier II nell'ambito del WTA Tour 1994. Si è giocato a Lipsia in Germania, dal 26 settembre al 2 ottobre 1994.

## Campionesse

### Singolare
Jana Novotná ha battuto in finale  Mary Pierce con il punteggio di 7–5, 6–1

### Doppio
Patty Fendick /  Meredith McGrath hanno battuto in finale  Larisa Neiland /  Manon Bollegraf con il punteggio di 6–4, 6–4